# Fitz & the Tantrums
Fitz & the Tantrums is een Amerikaanse soulgroep uit Los Angeles. De groep werd in 2008 opgericht door voorman en zanger Michael Fitzpatrick. In augustus 2010 werd hun debuutalbum (Pickin' Up the Pieces) uitgegeven. De single "MoneyGrabber" werd een hit, met een 33ste plaats in de Amerikaanse hitlijst Rock Songs.
In 2011 stond de band op de Lowlands vrijdag in de Grolsch Tent, enkele dagen later gevolgd door een optreden op het Noorderzon festival in Groningen.
In de voetbalgame FIFA 13 behoort hun nummer Spark tot de officiële soundtrack van het spel. Op televisie is hun single The Walker te horen in verschillende auto-reclames.

## Discografie

### Albums
| Album met eventuele hitnotering(en) in de Nederlandse Album Top 100 | Datum van verschijnen | Datum van binnenkomst | Hoogste positie | Aantal weken | Opmerkingen |
| ------------------------------------------------------------------- | --------------------- | --------------------- | --------------- | ------------ | ----------- |
| Pickin' up the pieces                                               | 21-03-2011            | 27-08-2011            | 83              | 1            |             |

### Singles
| Single met hitnotering(en) in de Vlaamse Ultratop 50 | Datum van verschijnen | Datum van binnenkomst | Hoogste positie | Aantal weken | Opmerkingen |
| ---------------------------------------------------- | --------------------- | --------------------- | --------------- | ------------ | ----------- |
| Moneygrabber                                         | 15-11-2010            | 12-02-2011            | tip30           | -            |             |